# Championnats d'Iran de cyclisme sur route
Les championnats d'Iran de cyclisme sur route sont disputés tous les ans.

## Podiums des championnats masculins

### Course en ligne
| Année | Vainqueur            | Deuxième               | Troisième            |
| ----- | -------------------- | ---------------------- | -------------------- |
| 1999  | Abbas Saeidi Tanha   | Moezeddin Seyed Rezaei | Alireza Haghi        |
| 2001  | Ghader Mizbani       | Siros Hashemzadeh      | Ahad Kazemi          |
| 2005  | Mahdi Sohrabi        | Amir Zargari           | Siros Hashemzadeh    |
| 2006  | Ahad Kazemi          | Ghader Mizbani         | Hossein Jahanbanian  |
| 2007  | Ghader Mizbani       | Ahad Kazemi            | Faridi Koviy Mahdi   |
| 2008  | Pas de compétition   | Pas de compétition     | Pas de compétition   |
| 2009  | Rahim Ememi          | Ramin Mehrabani        | Hossein Nateghi      |
| 2010  | Mahdi Sohrabi        | Hossein Jahanbanian    | Arvin Moazemi        |
| 2011  | Abbas Saeidi Tanha   | Mohammad Rajablou      | Non attribué         |
| 2012  | Hossein Alizadeh     | Amir Zargari           | Hamed Jannat         |
| 2013  | Ghader Mizbani       | Amir Zargari           | Amir Kolahdozhagh    |
| 2014  | Rahim Ememi          | Amir Kolahdozhagh      | Behnam Maleki        |
| 2015  | Behnam Maleki        | Ahad Kazemi            | Arvin Moazemi        |
| 2016  | Mahdi Sohrabi        | Arvin Moazemi          | Mohammad Ganjkhanlou |
| 2017  | Mahdi Sohrabi        | Mohammad Rajablou      | Ali Khademi          |
| 2018  | Saeid Safarzadeh     | Hamid Beyk Khormizi    | Reza Hossaini        |
| 2019  | Non attribué         | Saeid Safarzadeh       | Amir Kolahdozhagh    |
| 2020  | Pas de compétition   | Pas de compétition     | Pas de compétition   |
| 2021  | Saeid Safarzadeh     | Mohammad Ganjkhanlou   | Maysam Rezaei        |
| 2022  | Behnam Khosroshahi   | Hasan Seyfollahifard   | Seyed Milad Ghalichi |
| 2023  | Saeid Safarzadeh     | Ali Labib              | Hasan Seyfollahifard |
| 2024  | Hasan Seyfollahifard | Hossein Alizadeh       | Hossein Nateghi      |
| 2025  | Aidin Aliyari        | Ali Labib              | Mehdi Sohrabi        |

### Contre-la-montre
| Année | Vainqueur          | Deuxième           | Troisième               |
| ----- | ------------------ | ------------------ | ----------------------- |
| 1999  | Omid Seraji        | Masoud Hajjeh      | Vahid Falahi            |
| 2001  | Ghader Mizbani     | Ahad Kazemi        | Mohammed Mehdi          |
| 2005  | Mahdi Sohrabi      | Amir Zargari       | Alireza Haghi           |
| 2006  | Ghader Mizbani     | Hossein Askari     | Alireza Haghi           |
| 2007  | Hossein Askari     | Ghader Mizbani     | Abbas Saeidi Tanha      |
| 2008  | Pas de compétition | Pas de compétition | Pas de compétition      |
| 2009  | Mahdi Sohrabi      | Amir Zargari       | Janati Hamed            |
| 2010  | Hossein Askari     | Alireza Haghi      | Hossein Jahanbanian     |
| 2011  | Hossein Askari     | Alireza Haghi      | Ali Torabi              |
| 2012  | Alireza Haghi      | Behnam Khosroshahi | Abbas Saeidi Tanha      |
| 2013  | Behnam Khosroshahi | Amir Zargari       | Alireza Haghi           |
| 2014  | Alireza Haghi      | Behnam Khosroshahi | Amir Zargari            |
| 2015  | Hossein Askari     | Alireza Haghi      | Arvin Moazemi           |
| 2016  | Arvin Moazemi      | Samad Poor Seiedi  | Behnam Ariyan           |
| 2017  | Samad Poor Seiedi  | Behnam Ariyan      | Mohammad Rajablou       |
| 2018  | Samad Poor Seiedi  | Reza Hossaini      | Behnam Ariyan           |
| 2019  | Saeid Safarzadeh   | Behnam Ariyan      | Mohammad Rajablou       |
| 2020  | Pas de compétition | Pas de compétition | Pas de compétition      |
| 2021  | Behnam Ariyan      | Morteza Rezvani    | Saeid Safarzadeh        |
| 2022  | Hossein Askari     | Behnam Ariyan      | Amir Hossein Jamshidian |
| 2023  | Saeid Safarzadeh   | Hossein Askari     | Behnam Ariyan           |
| 2024  | Saeid Safarzadeh   | Behnam Ariyan      | Hossein Askari          |
| 2025  | Saeid Safarzadeh   | Behnam Ariyan      | Aidin Aliyari           |

### Course en ligne espoirs
| Année | Vainqueur            | Deuxième       | Troisième               |
| ----- | -------------------- | -------------- | ----------------------- |
| 2019  | Mohammad Ganjkhanlou | Bahram Najafi  | Ali Asghar Mousazadeh   |
| 2021  | Mahdi Aghakashi      | Ali Labib      | Amir Hossein Jamshidian |
| 2023  | Ali Labib            | Ramyar Ghavami | Mahdi Aghakashi         |
| 2024  | Mahdi Aghakashi      | Ali Labib      | Ramyar Ghavami          |

### Contre-la-montre espoirs
| Année | Vainqueur               | Deuxième             | Troisième             |
| ----- | ----------------------- | -------------------- | --------------------- |
| 2019  | Amir Hossein Jamshidian | Mohammad Ganjkhanlou | Ali Asghar Mousazadeh |

### Course en ligne juniors
| Année | Vainqueur            | Deuxième             | Troisième                      |
| ----- | -------------------- | -------------------- | ------------------------------ |
| 2010  | Behnam Maleki        | Mohammad Sohrabi     | Hamid Beykhormazi              |
| 2014  | Soheil Sattari       | Seyed Ali Razavi     | Alireza Ronaghi                |
| 2015  | Mohammad Ganjkhanlou | Bahram Najafi        | Alireza Ronaghi                |
| 2016  | Pouria Hosseini      | Ebrahim Hajizadehasl | Hamidreza Karamimoez           |
| 2017  | Mohammad Mohammadi   | Aliasghar Mousazadeh |                                |
| 2018  | Amirreza Shahriari   | Yashar Ahmadisolout  | Amir Hossein Mohammadi         |
| 2019  | Aydin Bamorad        | Mohammad Charkhandaz | Ali Labib                      |
| 2020  | Pas de compétition   | Pas de compétition   | Pas de compétition             |
| 2021  | Ali Ahmadi           | Kiarash Naderi       | Nima Nateghi                   |
| 2025  | Kiarash Rahmati      | Amir Alizadeh        | Arvin Seyyed Mohammad Javaheri |

### Contre-la-montre juniors
| Année | Vainqueur            | Deuxième             | Troisième           |
| ----- | -------------------- | -------------------- | ------------------- |
| 2010  | Ali Khademi          | Hamid Beykhormazi    | Sajjad Hashemi      |
| 2014  | Seyed Ali Razavi     | Amir Farshi Sobhkhiz | Keyvan Rakani       |
| 2015  | Bahram Najafi        | Mohammad Ganjkhanlou | Vahdireza Zarezadeh |
| 2016  | Pouria Hosseini      | Ebrahim Hajizadehasl | Erfan Frahani       |
| 2017  | Aliasghar Mousazadeh | Pouria Shahsavari    |                     |
| 2018  | Mehdi Bidram         | Ehsan Dehghan        | Hossein Bahr        |
| 2019  | Mohammad Charkhandaz | Ali Labib            | Mahdi Aghakashi     |
| 2020  | Pas de compétition   | Pas de compétition   | Pas de compétition  |
| 2021  | Parham Shahsavari    | Pouria Yaghoubi      | Daniyal Farzaneh    |
| 2025  | Seyyed Mirbagheri    | Sadra Sajadian       | Amir Alizadeh       |

## Podiums des championnats féminins

### Course en ligne
| Année | Vainqueur                  | Deuxième           | Troisième                |
| ----- | -------------------------- | ------------------ | ------------------------ |
| 2012  | Niknaz Fazeli              | Najmeh Hosseinpour | Mandana Dehghan          |
| 2014  | Maryam Jalaliyeh           | Atoosa Abbasi      | Sadabad Solmaz Karbalaee |
| 2015  | Reyhaneh Khatouni          | Mandana Dehghan    | Zahra Mirza Khani        |
| 2016  | Roghayed Sharifi           | Fatemeh Yousefi    | Fatemeh Hadavand         |
| 2017  | Parastou Bastidehkharghani | Somayeh Yazdani    | Maryam Jalaliyeh         |
| 2018  | Frouzan Abdollahi Arab     | Sara Fallah        | Fatemeh Feizi            |
| 2019  | Somayeh Yazdani            | Mandana Dehghan    | Reyhaneh Khatouni        |
| 2020  |                            |                    |                          |
| 2021  | Somayeh Yazdani            | Mandana Dehghan    | Frouzan Abdollahi Arab   |
| 2022  |                            |                    |                          |
| 2023  |                            |                    |                          |
| 2024  |                            |                    |                          |

### Contre-la-montre
| Année | Vainqueur         | Deuxième               | Troisième          |
| ----- | ----------------- | ---------------------- | ------------------ |
| 2012  | Niknaz Fazeli     | Roghayed Sharifi       | Najmeh Hosseinpour |
| 2014  | Maryam Jalaliyeh  | Roghayed Sharifi       | Fereshteh Chelani  |
| 2015  | Reyhaneh Khatouni | Mandana Dehghan        | Samira Rahimi      |
| 2016  | Maryam Jalaliyeh  | Mandana Dehghan        | Somayeh Yazdani    |
| 2017  | Somayeh Yazdani   | Maryam Jalaliyeh       | Mandana Dehghan    |
| 2018  | Maryam Jalaliyeh  | Frouzan Abdollahi Arab | Fatemeh Feizi      |
| 2019  | Somayeh Yazdani   | Mandana Dehghan        | Maryam Jalaliyeh   |
| 2020  |                   |                        |                    |
| 2021  | Mandana Dehghan   | Somayeh Yazdani        | Sajedeh Siyahian   |
| 2022  |                   |                        |                    |
| 2023  |                   |                        |                    |
| 2024  |                   |                        |                    |